# Armée de terre sénégalaise
Doyenne et noyau des armées sénégalaises, l’Armée de Terre sénégalaise a opéré des mutations continues qui ont fortifié ses capacités d’intervention. Un chef d'état-major de l'armée de terre en assure le commandement.
Régulièrement restructurée et réorganisée de 1960 à nos jours, l’Armée de Terre a conforté au fil des ans son rôle dans la préparation des unités. En raison de la politique étrangère du Sénégal, son armement provient principalement de la France et des États-Unis.

## Historique

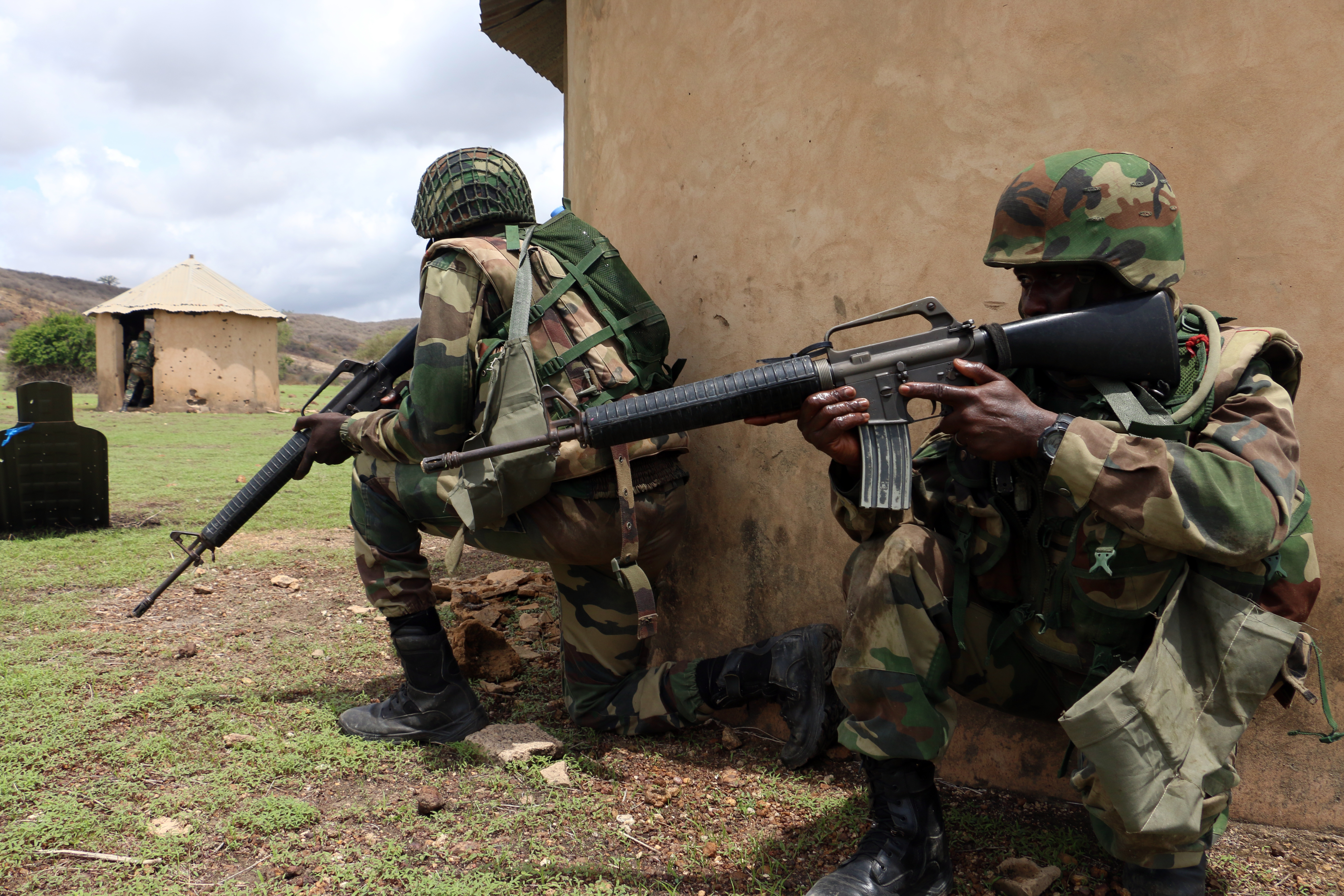
Fantassins à l'entraînement munis de M16A2 près de Thiès en 2016.

### 1960 à 1971
- création de quelques bataillons et participation à la sécurisation de la frontière Sud dans le cadre de la guerre de libération de la Guinée-Bissau et aux opérations de maintien de la paix au Congo (ONUC).

### 1972 à 1988
- avènement d’un commandement de l’Armée de Terre (COMTER) qui se transformera d’abord en État Major Terre (EMTER) et enfin en État Major de l’Armée de Terre (EMAT)
- couverture de l’ensemble du territoire national par des bataillons d’infanterie et de divers corps de troupe
- création des Écoles de formations : l’École nationale des Sous-officiers d’active (ENSOA) en 1971, l’École nationale des Officiers d’Active (ENOA) en 1981, et la Division d’Application l’Infanterie (DAI) en 1984 devenue École d’Application d’Infanterie (EAI) en 1990.
- participation de l’Armée de Terre à des opérations de maintien de la paix au Tchad, au Zaïre au Sinaï (FINUS), au Liban (FINUL) et en Gambie (FODE KABA II).

### 1988 à nos jours

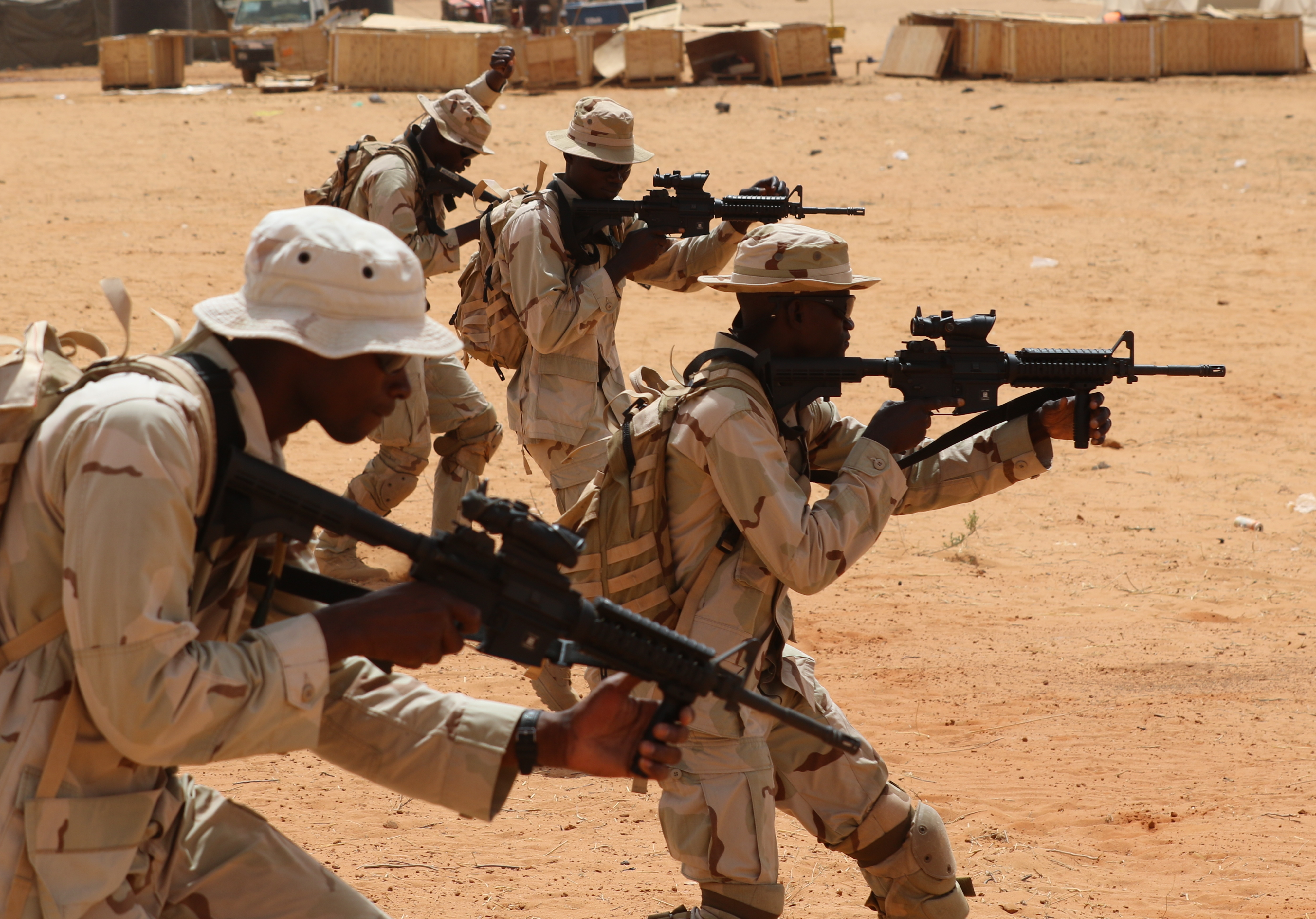
Soldats habillés de Desert Camouflage Uniform munis du fusil d'assaut M4A1 lors d'un exercice en 2018.

- montée en puissance des formations
- opérations simultanées dans la vallée du Fleuve Sénégal et dans le Sud du pays en 1989.

La montée en puissance de ces formations a permis à l’Armée de Terre de faire la preuve de ses capacités, tant à l’intérieur du territoire qu’à l’extérieur, notamment lors de la Guerre du Golfe (Bouclier et Tempête du Désert), de la guerre civile du Libéria (ECOMOG et MINUL), de la guerre civile du Rwanda (MINUAR et TURQUOISE), de la Centrafrique (MISAB et MINURCA) et de la Guinée-Bissau (GABOU).

## Organisation
L’Armée de terre constitue actuellement la composante majeure de l'armée sénégalaise avec plus de la moitié des effectifs. Elle est articulée autour d’un état-major avec deux divisions chargées des opérations et de la logistique. Elle s'articule également autour d'unités territoriales comprenant :
- des bataillons d’infanterie appuyés par des sections d'artillerie lourdes dont la mission est de veiller aux frontières.
- des bataillons de reconnaissance et d’appui (BRA) qui constituent des réserves zonales grâce à leur souplesse, leur mobilité et leur puissance de feu.

Les différents bataillon de l'armée de terre sénégalaise sont :
- Le BAT blindé
- Le BAT artillerie
- Le BAT parachutistes
- Plusieurs bataillons d'infanterie

Enfin, elle possède plusieurs unités de réserve générale constituant une force d’intervention équipée et armée pour être projetées sur tout point du territoire national.

## Armements et équipements

### Uniforme
Les forces armées sénégalaises (à l'exception de la Gendarmerie) utilise un camouflage de type Centre-Europe (CE) également utilisé par l'armée française. Cependant, il n'est pas rare d’apercevoir le camouflage de type M81 Woodland, visuellement très ressemblant.

### Armes portatives
| Armes portatives                      | Armes portatives                                          |
| Fusil d'assaut                        | Mitrailleuse                                              |
| ------------------------------------- | --------------------------------------------------------- |
| M4A1 - Calibre 5,56 mm OTAN           | FN M2HB - Mitrailleuse lourde, calibre 12,7 mm OTAN       |
| M16A2 - Calibre 5,56 mm OTAN          | AAN F1 - Calibre 7,62 mm OTAN (utilisé sur les véhicules) |
| T4 (en) - Calibre 5,56 mm OTAN        | M60 - Calibre 7,62 mm OTAN                                |
| TAR-21 - Calibre 5,56 mm OTAN         | M249 - Mitrailleuse légère, calibre 5,56 mm OTAN          |
| FAMAS F1 - Calibre 5,56 mm OTAN       | FN Minimi - Mitrailleuse légère, calibre 5,56 mm OTAN     |
| HK G3 - Calibre 7,62 mm OTAN          | Missile et lance-roquette                                 |
| MAS 36 - Calibre 7,5 × 54 mm 1929C    | Lance-grenade anti-char RPG-7 - Calibre 40 mm             |
| Fusil de précision                    | Lance-roquettes anti-char AT4 - Calibre 84 mm             |
| M110 - Calibre 7,62 mm OTAN           | Lance-roquettes anti-char LRAC F1 - Calibre 89 mm (36)    |
| FN SCAR-H - Calibre 7,62 mm OTAN      | Missile antiaérien Mistral - Calibre 90 mm                |
| SVD Dragunov - Calibre 7,62 × 54 mm R | Missile antiaérien Vanguard 2 - Calibre 72 mm             |
| PGM - Calibre 12,7 mm OTAN            | Missile antichar téléguidé MILAN - Calibre 115 mm (4)     |
| KNT-76 - Calibre 7,62 mm OTAN         | Missile antichar téléguidé Eryx - Calibre 136 mm          |
| FR-F2 - Calibre 7,62 mm OTAN          | -                                                         |
| Pistolet automatique                  | -                                                         |
| Sig-Sauer P220 - Calibre 9 mm Para    | -                                                         |
| PAMAS G1 - Calibre 9 mm Para          | -                                                         |

### Véhicules et blindés légers
| Véhicules et blindés légers | Véhicules et blindés légers | Véhicules et blindés légers |
| Blindé léger                | Transport de troupes        | Véhicule d'intervention     |
| --------------------------- | --------------------------- | --------------------------- |
| BRDM-2 (30)                 | Mercedes-Benz Zetros        | RAM MkIII (en) (55)         |
| AML-60 (38)                 | kia KM450 (en)              | Toyota 70 Series            |
| AML-90 (44)                 | M35 series (en)             | Dozor-B Oncilla             |
| VXB 170 (22)                | M818 (en)                   | Humvee                      |
| M3 Panhard (17)             | VLRA                        | RG-31 Nyala                 |
| M8 (10)                     | Casspir (9)                 | Cobra II (30)               |
| M20 (4)                     | KamAZ-6350 (12)             | IAG Light Patrol            |
| WMA301 (12)                 | Bastion (36)                | -                           |
| WZ551 (70)                  | -                           | -                           |
| EE-11 Urutu                 | -                           | -                           |

### Artillerie
| Artillerie                  | Artillerie                                           | Artillerie                     |
| Obusier                     | Antiaérien / Roquette                                | Mortier                        |
| --------------------------- | ---------------------------------------------------- | ------------------------------ |
| M116 - Calibre 75 mm (6)    | ZPU-2 - Mitrailleuse lourde, calibre 14,5 × 114 mm   | M224 - Calibre 60 mm           |
| M2A2 - 105 mm (8)           | Canon antiaérien - Calibres 30/40 mm (33)            | Mle 27/31 - Calibre 81 mm      |
| 105 LG - Calibre 105 mm (8) | BM-21 Grad-U - Lance-roquettes multiples (8 ou plus) | MO 120 RT - Calibre 120 mm (8) |
| TRF1 - Calibre 155 mm (8)   | -                                                    | -                              |
| Mle 50 - Calibre 155 mm (6) | -                                                    | -                              |

### Aviation légère
| Aviation légère de l'armée de terre (ALAT) | Aviation légère de l'armée de terre (ALAT) | Aviation légère de l'armée de terre (ALAT) | Aviation légère de l'armée de terre (ALAT)                                |
| Appareil                                   | Type                                       | En service                                 | Rôle                                                                      |
| ------------------------------------------ | ------------------------------------------ | ------------------------------------------ | ------------------------------------------------------------------------- |
| SA.341H Gazelle                            | Hélicoptère léger d'appui                  | 1                                          | Reconnaissance, appui-protection, lutte anti-chars et lutte antiaérienne. |
| SA.330F Puma                               | Hélicoptère de transport                   | 2                                          | Hélicoptère de transport moyen                                            |
| Alouette III SA.316                        | Hélicoptère léger                          | 2                                          | Polyvalent                                                                |

## Galerie

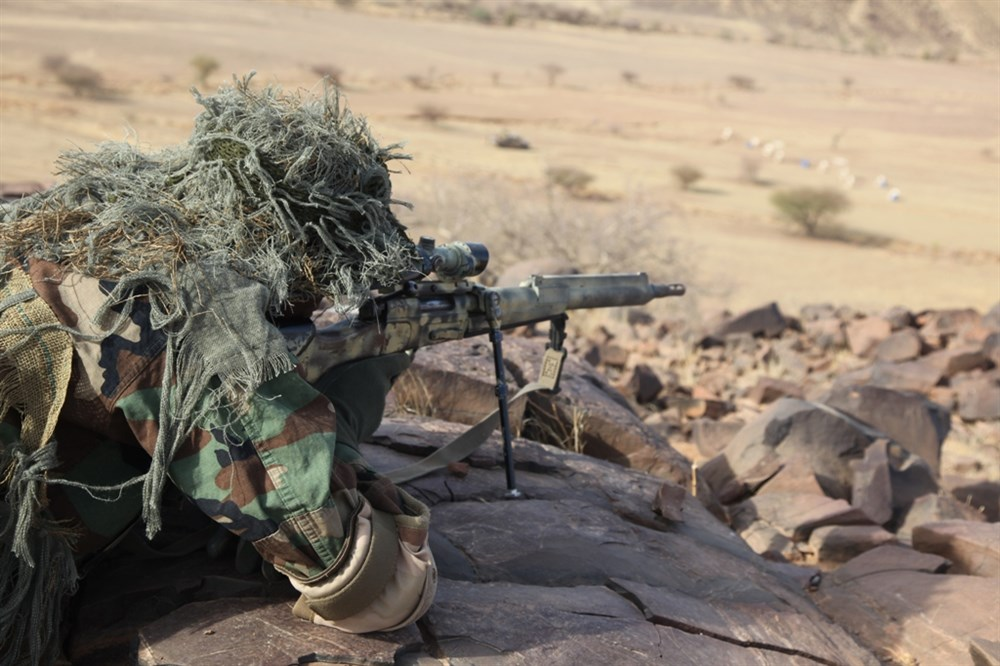
Sniper muni d'un FR-F2 lors d'un exercice en 2013.
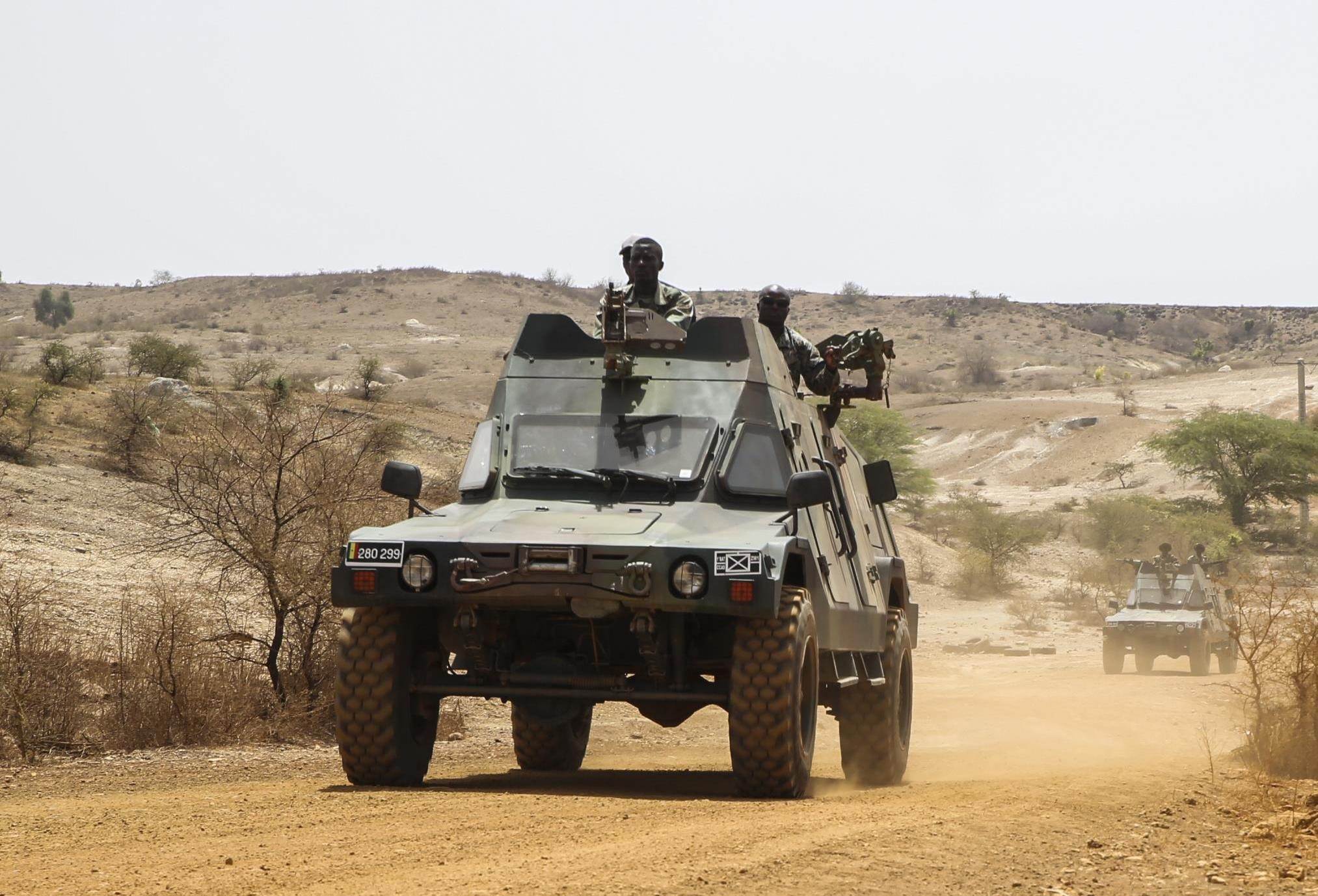
RAM MK3 israéliens lors d'un entraînement dans la région de Thiès en 2017.
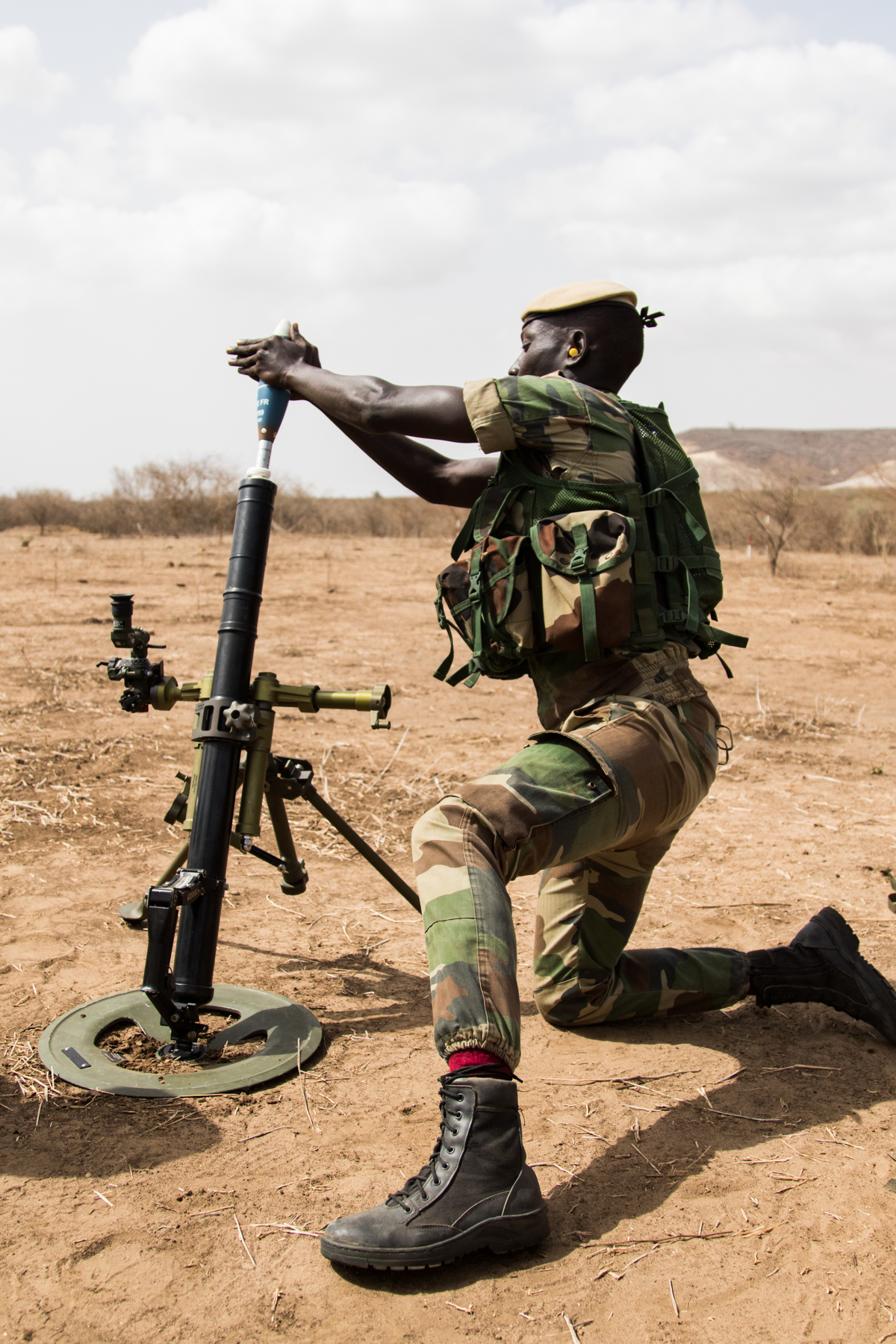
Soldat du 1er régiment de parachutistes lors d'un entraînement au mortier M224 de 60 mm
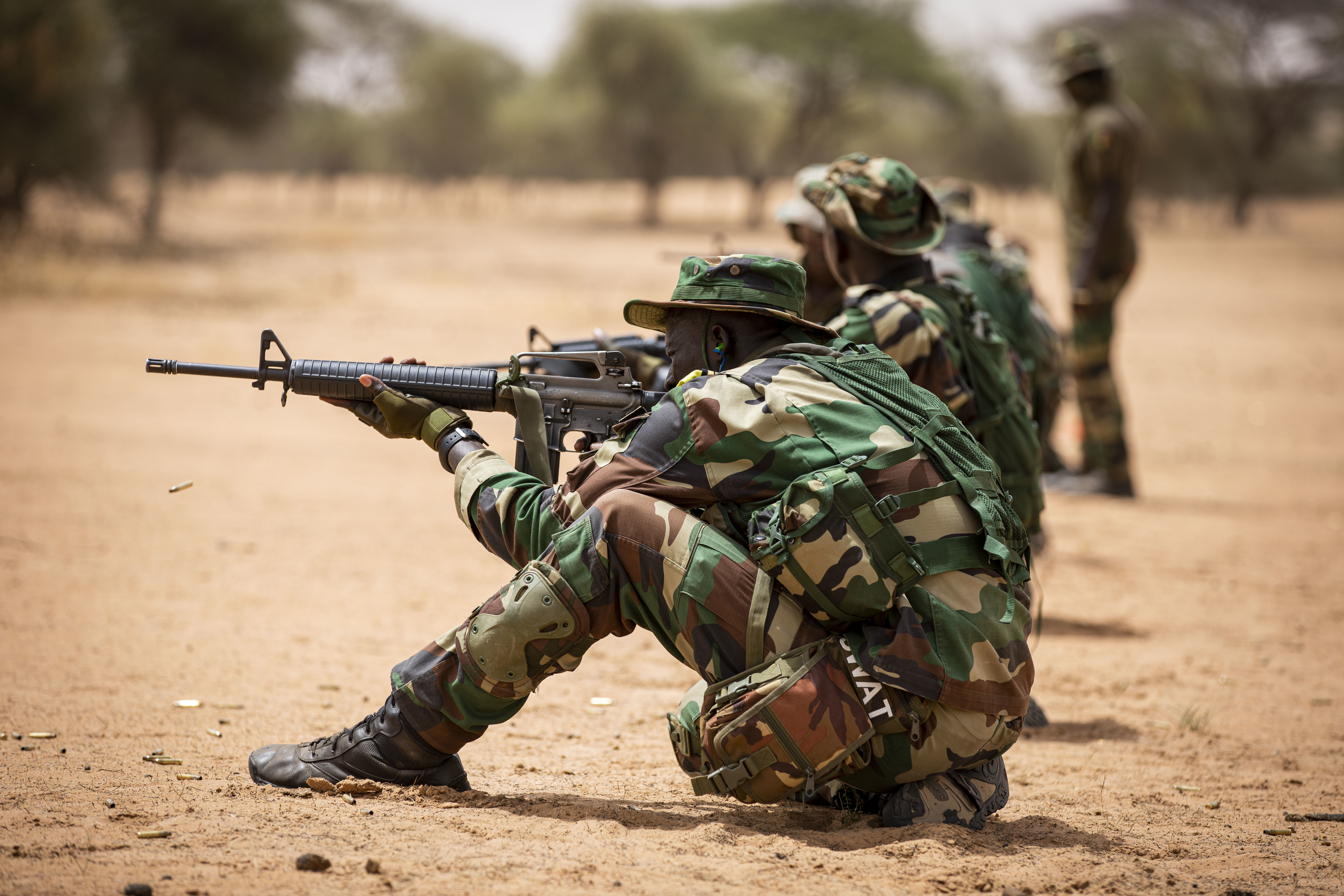
Fantassins à l'entraînement avec un M16A2 près de Dodji en 2022.

## Zones militaires

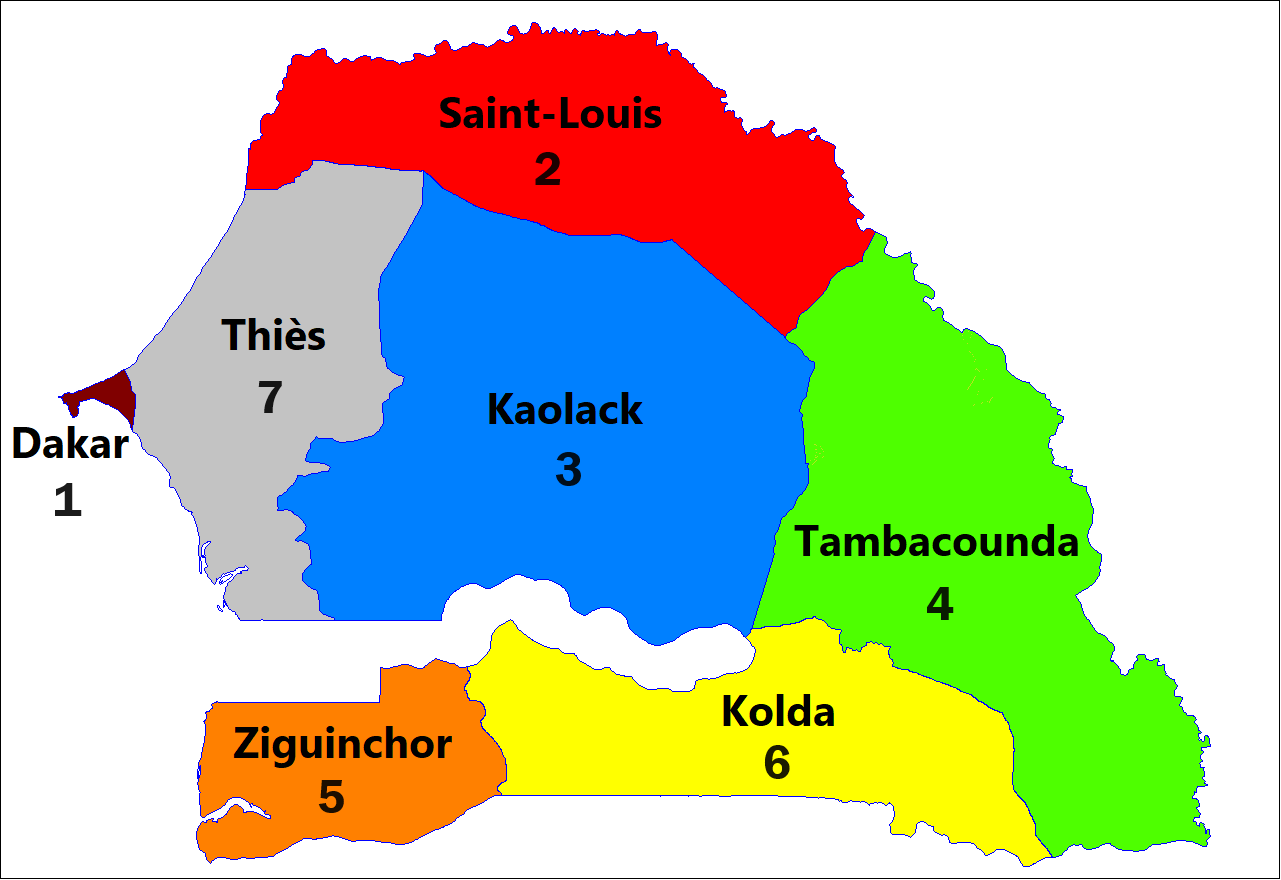
Les sept zones militaires du territoire.

Le territoire sénégalais se divise en plusieurs zones militaires distinctes qui délimitent les rayons d'action des différentes unités territoriales. Elles sont au nombre de sept :
- Zone no 1 - Dakar.
- Zone no 2 - Saint-Louis.
- Zone no 3 - Kaolack.
- Zone no 4 - Tambacounda.
- Zone no 5 - Ziguinchor.
- Zone no 6 - Kolda.
- Zone no 7 - Thiès.

## Grades
Au Sénégal, les grades et appellations de l'Armée de terre sont ceux de la hiérarchie militaire générale et sont identiques à ceux de l'Armée de l'air. En tant qu'ancienne colonie française, le Sénégal a conservé les mêmes grades et appellations que l'Armée de terre française. Les tableaux suivants présentent l'évolution des différents grades, des militaires du rang jusqu'aux Officiers généraux.
|                | Officiers subalternes | Officiers subalternes | Officiers subalternes | Officiers supérieurs | Officiers supérieurs | Officiers supérieurs | Officiers généraux | Officiers généraux  | Officiers généraux       |
| -------------- | --------------------- | --------------------- | --------------------- | -------------------- | -------------------- | -------------------- | ------------------ | ------------------- | ------------------------ |
| Code OTAN      | OF-1                  | OF-1                  | OF-2                  | OF-3                 | OF-4                 | OF-5                 | OF-6               | OF-7                | OF-8                     |
| Patte d'épaule |                       |                       |                       |                      |                      |                      |                    |                     |                          |
| Grade          | Sous-lieutenant       | Lieutenant            | Capitaine             | Commandant           | Lieutenant-colonel   | Colonel              | Général de brigade | Général de division | Général de corps d'armée |
| Abréviation    | SLT                   | LTT                   | CNE                   | CDT                  | LCL                  | COL                  | GBA                | GDA                 | GCA                      |
| Appellation    | Mon lieutenant        | Mon lieutenant        | Mon capitaine         | Mon commandant       | Mon colonel          | Mon colonel          | Mon général        | Mon général         | Mon général              |

|                | Militaires du rang | Militaires du rang | Militaires du rang | Militaires du rang | Sous-officiers subalternes | Sous-officiers subalternes | Sous-officiers supérieurs | Sous-officiers supérieurs |
| -------------- | ------------------ | ------------------ | ------------------ | ------------------ | -------------------------- | -------------------------- | ------------------------- | ------------------------- |
| Code OTAN      | OR-1               | OR-2               | OR-3               | OR-4               | OR-5                       | OR-6                       | OR-8                      | OR-9                      |
| Patte d'épaule | Pas d'insigne      |                    |                    |                    |                            |                            |                           |                           |
| Grade          | Soldat             | Soldat 1er classe  | Caporal            | Caporal-chef       | Sergent                    | Sergent-chef               | Adjudant                  | Adjudant-chef             |
| Abréviation    | SDT                | 1CL                | CAL                | CLC                | SGT                        | SGC                        | ADJ                       | ADC                       |
| Appellation    | Soldat             | Première classe    | Caporal            | Caporal-chef       | Sergent                    | Chef                       | Mon adjudant              | Mon adjudant-chef         |